# 伊茲瓦雷萊鄉 (圖爾恰縣)
45°3′N 28°32′E / 45.050°N 28.533°E
伊茲瓦雷萊鄉（羅馬尼亞語：Comuna Izvoarele, Tulcea），是羅馬尼亞的鄉份，位於該國東南部，由圖爾恰縣負責管轄，面積52平方公里，海拔高度77米，2002年人口2,136，人口密度每平方公里41人。